# 제63회 미국 감독 조합상
제63회 미국 감독 조합상은 2010년 뛰어난 활동을 보인 영화 감독을 기리기 위해 2011년 1월에 열린 시상식이다.

## 수상 및 후보

### 감독상(영화부문)
- 킹스 스피치 - 톰 후퍼 수상
- 블랙 스완 - 대런 아로노프스키
- 소셜 네트워크 - 데이빗 핀처
- 인셉션 - 크리스토퍼 놀란
- 파이터 - 데이빗 O. 러셀

### 감독상(TV영화부문)
- 템플 그랜딘 - 믹 잭슨 수상
- 유 돈 노우 잭 - 베리 레빈슨
- 더 퍼시픽 - 데이빗 너터
- 더 퍼시픽 - 제레미 포데스와
- 더 퍼시픽 - 티모시 밴 패튼

### 감독상(드라마시리즈)
- 보드워크 엠파이어 - 마틴 스코세이지 수상
- 로스트 - 잭 벤더
- 보드워크 엠파이어 - 앨런 콜터
- 워킹 데드 - 프랭크 다라본트
- 매드 맨 - 제니퍼 게트징거

### 감독상(주간드라마시리즈)
- 원 라이프 투 리브 - Larry Carpenter 수상
- 더 영 앤 더 레스트리스 - 샐리 맥도널드
- 원 라이프 투 리브 - Jill Mitwell
- 제너럴 호스피털 - Owen Renfroe
- 더 볼드 앤 더 뷰티풀 - Michael Stich

### 감독상(코미디시리즈)
- 모던 패밀리 - 스티븐 레비탄 수상
- 30 락 - 베스 맥카시-밀러
- 글리 - 라이언 머피
- 안투라지 - 데이빗 너터
- 모던 패밀리 - 마이클 스필러

### 감독상(뮤지컬버라이어티)
- 64회 토니 어워즈 - 글렌 웨이스 수상
- 새터데이 나잇 라이브 - DON ROY KING
- 미 의회도서관 대중음악상 수상: 폴 매카트니 - 린다 멘도자
- 빌 마허... 벗 아임 낫 롱 - 존 모핏
- 더 랠리 투 리스토어 새너티 앤드/오어 피어 - 척 오닐

### 감독상(리얼리티쇼)
- 더 넥스트 아이언 쉐프 - 에이탄 켈러 수상
- 더 힐리스 - 히샴 아베드
- 프라이빗 쉐프 오브 비버리 힐즈 - 브라이언 오도넬
- 마스터쉐프 - 브라이언 스미스
- 어메이징 레이스 - 버트램 반 먼스터

### 감독상(어린이프로그램)
- 늑대인간 소년 - 에릭 브로스 수상
- 시크릿 오브 더 마운틴 - 더글라스 바
- 아발론 하이 - 스튜어트 길라드
- 스타스트럭 - 마이클 그로스먼
- 캠프 락 2: 마지막 콘서트 - 폴 호엔
- 언내처럴 히스토리 - 미카엘 살로먼

### 감독상(다큐멘터리부문)
- 인사이드 잡 - 찰스 퍼거슨 수상
- 라스트 트레인 홈 - 리신 판
- 클라이언트 9 - 알렉스 기브니
- 웨이팅 포 슈퍼맨 - 데이비스 구겐하임
- 레스트레포 - 팀 헤더링톤 외 1명